# لاس عانود
لاس عانود (بالصومالية: Laascaanood)، هي العاصمة الإدارية لمحافظة سول، شمال شرق الصومال، وهي مركز مقاطعة لاسعانود وتتخذ إدارة ولاية خاتمة المدينة مقرا لها.

## النزاعات الإقليمية
طالبت كل من بونتلاند وصوماليلاند بالمدينة. حيث تستند الأولى في ادعائها على روابط القرابة بين عشيرة البهانتة وعشيرة الماجرتين المهيمنة في بونتلاند، بينما تستند الأخيرة في مطالبتها على حدود محمية أرض الصومال البريطانية السابقة. كانت المدينة بمثابة العاصمة المعلنة لولاية خاتمة منذ إنشائها حتى حلها في عام 2017.
استولت قوات صوماليلاند على المدينة في معركة لاس أنود [الإنجليزية] في عام 2007 وأطاحت بقوات بونتلاند وحافظت على سيطرتها الكاملة على المدينة من جميع الجوانب منذ ذلك الحين. خضعت لاسعانود لسيطرة صوماليلاند رغم رفض سكان المنطفة، وشهدت المدينة اغتيالات كثيرة لسياسيين ووجها ما أدى إلى تدهور الوضع الأمني.
في أواخر 2022 وبداية 2023 اندلع صراع بين عشائر طلبهنتى القاطنة في المدينة وبين حكومة صوماليلاند، واندلعت شرارة الصراع من وقفات احتجاجية لسكان لاسعانود عقب وفاة السياسي عبد الفتاح عبد الله هدراوي، عضو حزب ودني المعارض وتوسعت الاحتجاجت لتشمل مدنا أخرى، وقوبلت بالقمع من قبل قوات الأمن في صوماليلاند ما اسفر عن مقتل عشرين شخصا، وبعد محادثات ثنائية في بداية يناير 2023، انسحبت قوات صوماليلاند من المدينة إلى معسكراتها في أطراف محافظة سول لمنع المزيد من العنف.
في 6 فبراير 2023 وبعد اجتماع عقده شيوخ عشائر طلبهنتي عبروا عن نيتهم تشكيل حكومة ولاية خاتمة التابعة للحكومة الفيدرالية الصومالية، وأعقب ذلك اندلاع اشتباكات عنيفة بين قوات صوماليلاند وميليشيات طلبهنتي في ضاحية تل السيد، وسُمع دوي إطلاق نار في الشوارع المحيطة بفندق حمدي حيث كان يقيم كبار سياسيي صوماليلاند في لاسعانود.
في شهر فبرايرأسفر القصف العشوائي الذي استهدف المدينة عن مقتل ما لا يقل عن 82 شخصاً ونزوح 90% من السكان، كما أدت إلى نزوح 185 ألف مواطن داخليا ولجوء 60 ألف مواطن إلى دول الجوار.  في 2 مارس، أفاد عمدة لاسعانود أن قوات صوماليلاند كانت تستهدف بقصفها المدفعي المرافق العامة بما في ذلك المؤسسات الحكومية والمستشفيات، كما أفادت الأمم المتحدة أن عدد الضحايا تجاوز 200 قتيل.
في 20 إبريل أصدرت منظمة العفو الدولية تقريراً ذكرت فيه خلاصة تحقيق حول حقوق الإنسان أجرته حول الصراع في لاسعانود خلال الشهرين الماضيين، ودعا التقرير إلى إجراء تحقيق عاجل في الصراع، و إجراء مقابلات مع مواطنين أدلوا بشهاداتهم حول نتائج القصف المدفعي العشوائي وما أسفر عنه من وفيات وإصابات.
أصدر مجلس الأمن التابع للأمم المتحدة في 7 يونيو بيانًا أكد فيه من جديد احترامه الكامل لسيادة الصومال وسلامته الإقليمية واستقلاله السياسي ووحدته. وذكر بيان المجلس أن "أعضاء مجلس الأمن دعوا إلى الانسحاب الفوري لقوات صوماليلاند، كما حث جميع الأطراف على ممارسة ضبط النفس والامتناع عن الأعمال الاستفزازية والتحريض على العنف والخطابات التحريضية، إضافة إلى تصعيد الوضع على الأرض والعمل على إعادة بناء الثقة بين الطرفين وتهيئة الظروف لإحلال السلام في المنطقة."
في 11 يوليو، أفادت تقارير بأن قوات صوماليلاند قصفت مرافق صحية وبنى تحتية عامة في مدينة لاسعانود، ما أدى إلى تدمير سيارتي إسعاف وتسبب في سقوط عشرات الضحايا (من ضمنهم موظفون في مجال الرعاية الصحية وعدد من المرضى). ونشرت منظمة الصحة العالمية بيانا صحفيا أدانت فيه الهجوم على المنشأة وقصف المستشفيات. رداً على ذلك، وصفت وزارة خارجية صوماليلاند البيان بأنه "مثير للقلق" في حين أنها ادعت أن قواتها تقاتل ميليشيات عشائرية وإرهابيي حركة الشباب، لضمان "حصول المحتاجين على هذه الخدمات وغيرها من المساعدات الإنسانية".
في 16 أغسطس قُتل الأديب الصومالي الشهير جامع كدي نتيجة لقصف عشوائي بقذائف الهاون استهدف مدينة لاسعانود، وتبادلت إدارتا صوماليلاند وخاتمة الاتهامات بالمسؤولية عن وفاة الأديب.
في يوم الجمعة 25 أغسطس، حققت قوات ولاية خاتمة بجانب قوات هرتي المتحالفة معها نصرًا ساحقًا بسيطرتها على معقلي غوجعدي ومراغة شديدي التحصين كانت تستخدمهما قوات صوماليلاند،
و أكد المتحدث باسم قوات ولاية خاتمة على حجم انتصار يوم الجمعة. معلنا عن سيطرة القوات على جميع المواقع العسكرية لصوماليلاند في محافظة سول، واستيلاءها على العديد من المركبات الحربية وعدد كبير من الأسلحة والذخيرة.
في 19 أكتوبر 2023، اعترفت الحكومة الفيدرالية الصومالية رسميًا بالإدارة المنشأة حديثًا لولاية خاتمة التي تتخذ من لاسعانود مقرا لها، ووفقا لبيان صحفي مشترك فقد دُعي وفد بقياد رئيس الإدارة المؤقتة لولاية خاتمة عبد القادر أحمد فرطي لزيارة العاصمة مقديشو لإجراء مناقشات موسعة حول الأوضاع السياسية والأمنية والإنسانية في المنطقة المتنازع عليها. ووافقت الحكومة الفيدرالية على تأييد القرارات التي اتخذها شيوخ عشائر طلبهنتي خلال مؤتمر عُقد في لاسعانود في 6 فبراير 2023 واتُّخذ فيه قرار إنشاء إدارة مؤقتة لولاية خاتمة.

## المناخ
يظهر الجدول التالي التغييرات المناخية على مدار السنة للاس عانود:
| البيانات المناخية لـلاس عانود                            | البيانات المناخية لـلاس عانود | البيانات المناخية لـلاس عانود | البيانات المناخية لـلاس عانود | البيانات المناخية لـلاس عانود | البيانات المناخية لـلاس عانود | البيانات المناخية لـلاس عانود | البيانات المناخية لـلاس عانود | البيانات المناخية لـلاس عانود | البيانات المناخية لـلاس عانود | البيانات المناخية لـلاس عانود | البيانات المناخية لـلاس عانود | البيانات المناخية لـلاس عانود | البيانات المناخية لـلاس عانود |
| الشهر                                                    | يناير                         | فبراير                        | مارس                          | أبريل                         | مايو                          | يونيو                         | يوليو                         | أغسطس                         | سبتمبر                        | أكتوبر                        | نوفمبر                        | ديسمبر                        | المعدل السنوي                 |
| -------------------------------------------------------- | ----------------------------- | ----------------------------- | ----------------------------- | ----------------------------- | ----------------------------- | ----------------------------- | ----------------------------- | ----------------------------- | ----------------------------- | ----------------------------- | ----------------------------- | ----------------------------- | ----------------------------- |
| متوسط درجة الحرارة الكبرى °م (°ف)                        | 27.9 (82.2)                   | 30.1 (86.2)                   | 30.8 (87.4)                   | 32.3 (90.1)                   | 32.5 (90.5)                   | 30.5 (86.9)                   | 30.3 (86.5)                   | 30.8 (87.4)                   | 32.4 (90.3)                   | 31.8 (89.2)                   | 31.5 (88.7)                   | 29.8 (85.6)                   | 30.9 (87.6)                   |
| المتوسط اليومي °م (°ف)                                   | 20.3 (68.5)                   | 22.6 (72.7)                   | 23.1 (73.6)                   | 25.2 (77.4)                   | 25.9 (78.6)                   | 24.8 (76.6)                   | 25.1 (77.2)                   | 25.2 (77.4)                   | 26.2 (79.2)                   | 25.1 (77.2)                   | 24.1 (75.4)                   | 22.4 (72.3)                   | 24.2 (75.5)                   |
| متوسط درجة الحرارة الصغرى °م (°ف)                        | 12.7 (54.9)                   | 15.1 (59.2)                   | 15.4 (59.7)                   | 18.2 (64.8)                   | 19.5 (67.1)                   | 19.1 (66.4)                   | 19.9 (67.8)                   | 19.7 (67.5)                   | 20.0 (68.0)                   | 18.5 (65.3)                   | 16.8 (62.2)                   | 15.1 (59.2)                   | 17.5 (63.5)                   |
| معدل هطول الأمطار مم (إنش)                               | 1 (0.0)                       | 1 (0.0)                       | 4 (0.2)                       | 15 (0.6)                      | 52 (2.0)                      | 2 (0.1)                       | 0 (0)                         | 0 (0)                         | 15 (0.6)                      | 30 (1.2)                      | 10 (0.4)                      | 2 (0.1)                       | 132 (5.2)                     |
| المصدر: Climate-Data.org, altitude: 691 متر أو 2,267 قدم |                               |                               |                               |                               |                               |                               |                               |                               |                               |                               |                               |                               |                               |

## أعلام
- عبد الناصر حاج أحمد
- عبدي بلي
- علي خليف غلير
- عبد الرشيد علي شارماركي
- هودان نالاياه